# 细叶小羽藓
细叶小羽藓（学名：Bryohaplocladium microphyllum）为薄罗藓科小羽藓属下的一个种。